# 2008年北京オリンピックのドミニカ共和国選手団
2008年北京オリンピックのドミニカ共和国選手団（2008ねんペキンオリンピックのドミニカきょうわこくせんしゅだん）は、2008年8月8日から8月24日にかけて中国の北京を主として開催された2008年北京オリンピックのドミニカ共和国選手団、およびその競技結果。

## 概要
今大会は金メダル1個、銀メダル1個、合計2個のメダルを獲得した。

## メダル
| メダル | 選手名                         | 競技       | 種目                   |
| ------ | ------------------------------ | ---------- | ---------------------- |
| 金     | フェリックス・ディアス         | ボクシング | 男子ライトウェルター級 |
| 銀     | ユリス・ガブリエル・メルセデス | テコンドー | 男子58kg級             |